# Centner
Centner var en tidligere vægtenhed bestående af 100 pund (= 50 kg).